# HESA Azarakhsh
Le HESA Azarakhsh (en persan : آذرخش, Âzarakhš) est un avion de chasse à réaction fabriqué par l'Iran Aircraft Manufacturing Industrial Company (HESA). Il est largement considéré comme un Northrop F-5 Freedom Fighter / Tiger II américain reconstruit et renommé bien que les autorités iraniennes affirment qu'il s'agit du premier chasseur à réaction de combat fabriqué en Iran.
L'Azarakhsh a été développé à Ispahan par l'armée iranienne, le ministère iranien de la Défense et la société de fabrication d'avions HESA.

## Développement
En avril 1997, le général de brigade iranien Arasteh, chef adjoint de l'état-major général des forces armées, déclare que l'Iran a conçu, construit et testé avec succès son premier avion de combat. À la fin de 1997, des sources du gouvernement iranien rapportent que l'Iran a commencé à produire en masse l'avion et à la mi-2000, quatre avions auraient été soumis à des tests opérationnels.Le 5 août 2007, Azarakhsh a effectué un vol d'essai réussi

## Utilisateurs
- Armée de l'air iranienne